# Charaxes candiope
Charaxes candiope är en fjärilsart som beskrevs av Jean Baptiste Godart 1824. Charaxes candiope ingår i släktet Charaxes och familjen praktfjärilar. IUCN kategoriserar arten globalt som livskraftig. Inga underarter finns listade i Catalogue of Life.